# 王小亭
王小亭（おう しょうてい、ワン・シャウティン、1900年 - 1981年3月9日）は中国系アメリカ人のカメラマン・映画撮影技師である。

## 来歴
北京生まれ。米国の大学卒業直後から英米ニュース短編映画会社の撮影技師を担当する。その後、1925年－1937年の間、「万国ニュース通信社」の撮影技師、上海申報新聞および米国ハースト新聞社でカメラマンを務めた。董顕光によれば、国際宣伝処が中央通信社内に設置し、対米写真宣伝工作における「撮影工作」の基点となった撮影部の開始時のただ一人の人員であった。

### 上海南駅の赤ん坊
日中戦争開始直後の1937年8月28日、米国ハースト新聞社のジャーナリストとして、米軍の委託を受け、第二次上海事変における張華濱港戦闘後の撮影をおこなった。その際に日本軍により空爆された上海南駅で、「上海南駅の赤ん坊」（中国では「中國娃娃」）と呼ばれる後に最も有名になるニュース写真を撮影した。この写真は戦争の悲惨さを強く印象づけたものとして、新聞王ハーストの手により、2週間後には米国のLIFE誌、およびその他複数の雑誌に掲載され、世界に向けて配信された。この爆撃で破壊された廃墟の中で泣き叫ぶ幼児の画像は米国のマスコミや民衆を驚かせるだけではなく、全世界で広く伝えられ、さらに多くの人々の話題になった。この写真は米国の民衆の間で日本の中国進出に反対する世論を盛り上げるために大きな効果をもたらした。
1938年、王は蘇州戦線や広東爆撃等を撮影した。
日本により生命の危険に晒され、イギリス当局の庇護を受け、しばらく後家族とともに香港に避難した。第二次世界大戦の間、王はそのまま中華民国の国民革命軍と国民政府で活動した。また、蔣中正（蔣介石）と宋美齢夫人とのシーンなど、蔣の日常生活の様子を数多く撮影している。

### 戦後
戦後、米国に一旦帰国した後、台湾に移り、記録映画関連の映画と写真の撮影に従事した。1950年－1960年代、王小亭は米高梅公司の記録映画の撮影に転職し、『章嘉活佛火化（章嘉活の火葬）』、『台灣櫻花盛開（台湾の桜が満開）』などの短編映画を残した。
台北で1970年に隠居生活を経て、1981年の3月9日に糖尿病で死去した。

## 栄典
2010年、アジアアメリカジャーナリスト協会は、王小亭を映像ジャーナリストの先駆けとして表彰した。